# Lükabéttoszi sikló

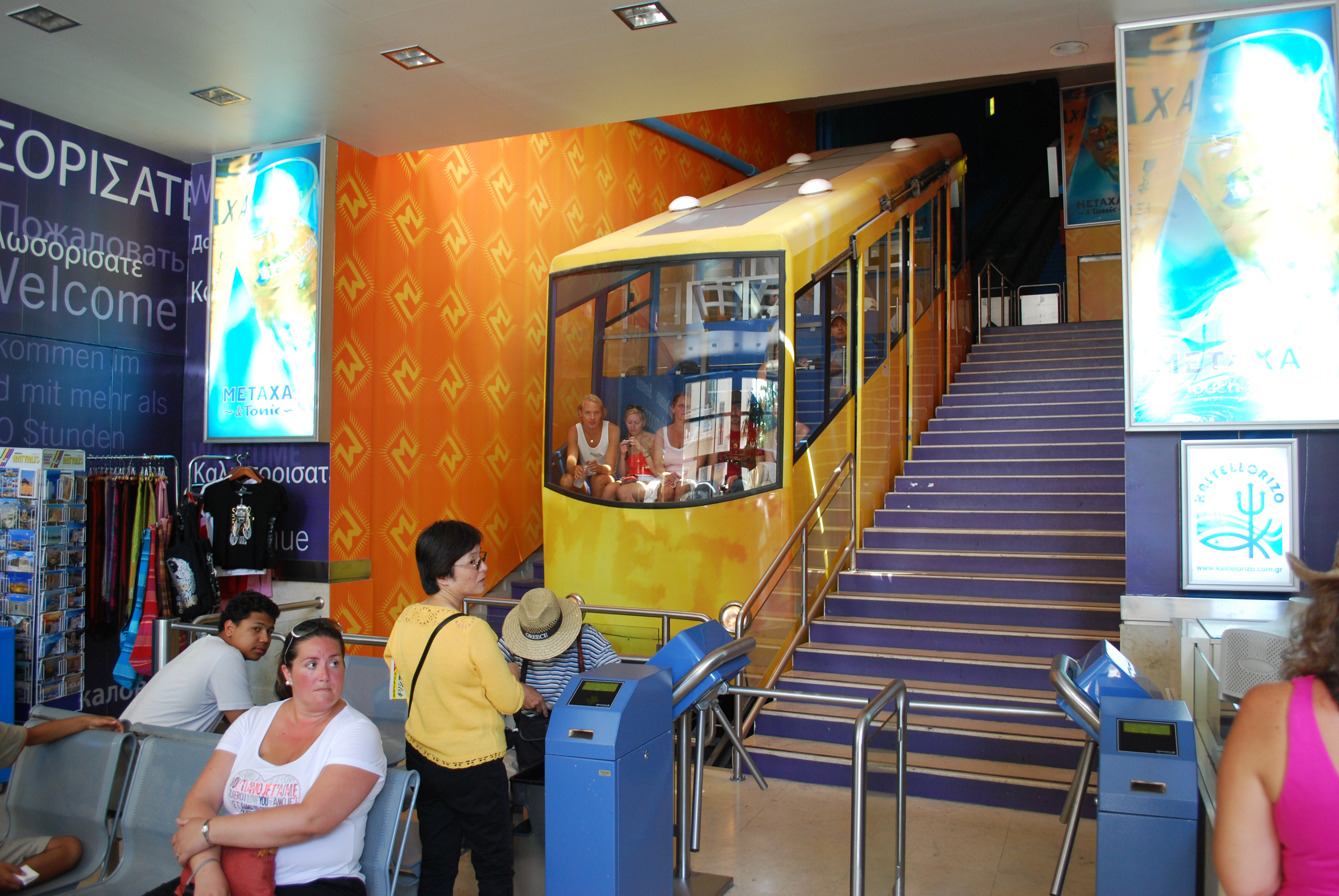
Kocsi az alsó végállomáson

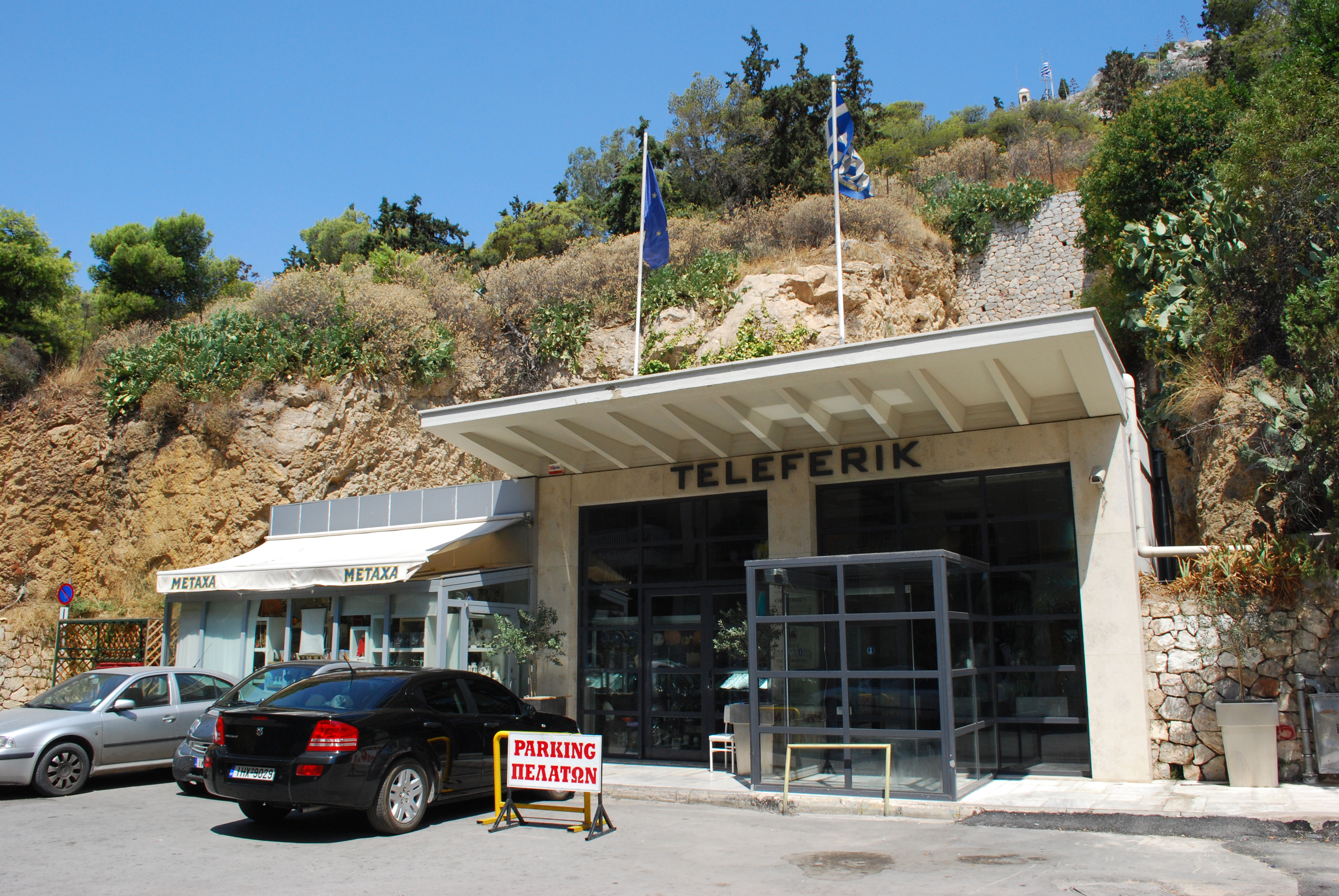
Az alsó végállomás az utcáról nézve

A lükabéttoszi sikló egy siklóvasút az athéni Lükabéttosz-hegyen. Az 1960-as években építette a Görög Turisztikai Szervezet, és 1965. április 18-án nyílt meg. Alsó végállomása a Kolonaki városrészben lévő Arisztippu utcán található, a felső pedig a hegycsúcs közelében álló Szent György-kápolnánál. A két végállomás közti utat teljes egészében alagútban teszi meg.
2002-ben a siklóvasút modernizáláson esett át, lecserélték a motort, a hidraulikus féket, az elektromos biztonsági rendszert, az irányítóhelyiséget és a sikló két kocsija közül az egyiket. A sikló minden nap jár, óránként kb. 400 embert képes szállítani.

## Adatok
A siklóvasút paraméterei:
| Kocsik száma   | 2                     |
| Megállók száma | 2                     |
| Konfiguráció   | Egyvágányú, kitérővel |
| Vonal hossza   | 210 m                 |
| Maximum lejtő  | 28°                   |
| Sebesség       | 7 km/h                |
| Menetidő       | 10 perc               |
| Kapacitás      | 34 utas kocsinként    |

## Fordítás
- Ez a szócikk részben vagy egészben  a   Lycabettus Funicular című angol Wikipédia-szócikk ezen változatának fordításán alapul.  Az eredeti cikk szerkesztőit annak laptörténete sorolja fel. Ez a jelzés csupán a megfogalmazás eredetét és a szerzői jogokat jelzi, nem szolgál a cikkben szereplő információk forrásmegjelöléseként.